# أحمد جنتي
أحمد جنتي (من مواليد 22 فبراير 1927) عالم دين وسياسي إيراني. هو قاضي محكمة الثورة، وإمام جمعة طهران المؤقت، عضو مؤسس لمدرسة حقاني والمشرف على منظمة الإعلام الإسلامي، وكان عضوا في مجلس الخبراء قبل أن يصبح رئيسه، وعضو مجمع تشخيص مصلحة النظام وعضو المجلس الأعلى للثورة الثقافية. هو رئيس مجلس خبراء القيادة منذ 24 مايو 2016 ورئيس مجلس صيانة الدستور منذ 17 جولاي 1992. هو معروف أيضا بمعارضته للغرب وخاصة الولايات المتحدة. هو والد علي جنتي، وزير الثقافة الأسبق في إيران.

## المولد والنشأة
ولد آية الله أحمد جنتي عام 1927 بمدينة أصفهان الإيرانية لعائلة دينية. تلقى دراسته الأولية في مدينة أصفهان، وواصل تعليمه في قم والمدرسة الفيضية، على يد عدد من الأساتذة المعروفين، شملت دراسته اللغة الإنجليزية والأدب العربي. مارس التدريس في مدرسة حقاني في زنجان لمدة 14 عاما، وتقلد بعد الثورة الإيرانية وقيام الجمهورية الإسلامية العديد من الوظائف والمسؤوليات ذات الطابع القضائي والدعوي والسياسي.

## التجربة السياسية
شارك أحمد جنتي قبل الثورة في الكثير من الفعاليات المناهضة للشاه، ومن خلال عضويته في مجمع مدرسي الحوزة العلمية في قم قام بتنظيم الكثير من المظاهرات المناهضة للشاه، وتعرض للاعتقال في قم والإبعاد إلى مدن أخرى أكثر من مرة.
شغل منصب قاضي محكمة الانقلاب التي شكلها الخميني، والتي قضت بإعدام الكثير من المخالفين، كان من بينهم ابن جنتي نفسه، الذي اتهم بالانتماء إلى منظمة مجاهدي خلق، وقتل هو وزوجته فاطمة سروري في مواجهات مسلحة مع حرس الثورة.
شارك في تدوين وبناء النظام القضائي الإيراني بعد الثورة، وكان عضوا في مجلس صيانة الدستور منذ يومه الأول، وقد ترأس مؤسسة التبليغات الإسلامية، وكان إمام الجمعة في قم وكرمانشاه وطهران.
تولى جنتي أمانة مجلس صيانة الدستور، وإدارة المحاكم الثورية الإسلامية، وكان عضوا في مجمع تشخيص مصلحة النظام، وعضوا بهيئة مراجعة الدستور، وعضو مجلس الشورى العالي للثورة الثقافية.
ترأس جنتي مجلس صيانة الدستور المؤلف من 12 عضوا والمكلف بالإشراف على الانتخابات، وقد كلفه آية الله علي خامنئي بالنظر في طعون المعارضة في الانتخابات الرئاسية 2009 التي أثارت الكثير من القلاقل في إيران.
في 24 مايو/أيار 2016، انتخب أعضاء مجلس خبراء القيادة أحمد جنتي رئيسا جديدا للمجلس في دورته الخامسة ولمدة ثماني سنوات قادمة.
وحصل جنتي على 51 صوتا من أصوات أعضاء مجلس خبراء القيادة البالغ عددهم 88 عضوا، فيما حصل كل من إبراهيم أميني ومحمود هاشمي شهرودي على 21 و13 صوتا على التوالي.